# Dario Franchitti
George Dario Marino Franchitti (Bathgate, Skócia. 1973. május 19.) korábbi skót autóversenyző olasz felmenőkkel. Pályafutása legnagyobb részét Amerikában töltötte, elsősorban az IndyCar Seriesben, de megfordult a NASCAR-ban, a CART-ban, a DTM-ben, a ITCC-ben és az American Le Mans Seriesben.
Az IndyCar sorozat 2013-as houstoni versenyén tömegbalesetbe keveredett, melynek következtében gerincsérülést szenvedett és orvosi tanácsra abbahagyta a versenyzést.
2014 óta televíziós szakértőként tevékenykedik.

## Pályafutása

### Korai évei (1984-1994)
Dario is mint minden versenyző gokartozással kezdte a pályafutását.
1984-ben, 11 évesen megszerezte a Karting Scottish Junior Championship bajnoki címét. A következő két évében, 1985 és 1986-ban a Karting British Junior Championships bajnoki címet söpörte be.
1988-as évben ugyancsak bajnokként állhatott fel a dobogó legfelső fokára a Scottish senior sorozatban. Az 1991-es évadban, már a Formula Vauxhall Junior sorozatban szerepelt, ahol 4 győzelemmel megszerzi a bajnoki trófeát.
1994-ben a British Formula Three Championship sorozatban vesz részt. Az évad végén a 4. helyen végez egy győzelemmel, újoncként.

### Túraautós pályafutása
1995-ben a német túraautó-bajnokságban (DTM) szerepelt, ahol 2 pole-pozíciót, 1 futamgyőzelmet és 4 további dobogós hellyel az összetett 5. helyén zárt
1996-ban az International Touring Car Championshipben (ITCC) versenyzett egy szezont, 1 futamgyőzelmet és 7 dobogós helyet szerzett, ami az összetett 4. helyét jelentette számára.

### CART-ban
Az ITCC csődjét követően a Mercedes 1997-ben az amerikai CART bajnokságba nevezte be Franchittit a Hogan Racing pilótájaként. A bajnokságban a 22. helyen zárt és a legjobb eredményét az Ausztráliában érte el a 9. helyezéssel.
1998-ban leszerződött a Team Green csapathoz, három győzelmet és öt pole pozíciót szerezve, a bajnokságban pedig a harmadik helyen zárt.
1999-ben kemény küzdelemben maradt alul Juan Pablo Montoyával szemben a CART bajnoki címért folytatott küzdelemben: az utolsó verseny után pontegyenlőség volt köztük, így Montoya lett a bajnok több győzelmével - Dario csak hármat, míg Montoya hetet szerzett az év során. Győzelmei mellé még két pole és összesen 11 top3-as eredményt gyűjtött. Ráadásul Franchitti legjobb barátja, Greg Moore az évadzáró futamon halálos balesetet szenvedett.
2000-ben már csak 13. lett a bajnokságban négy top3-as helyezéssel és két pole-lal. A szezon előtti teszten Homestead-ben egy balesetben medencetörést és agyrázkódást szenvedett.
2001-ben a hetedik helyen zárta a CART-bajnokságot. 1999 után először tudott nyerni Clevelandben és e mellé még három top3-as helyet gyűjtött be.
2002 volt az utolsó éve a CART-ban, három győzelem és egy pole pozíciót szerzett az év folyamán. A bajnokságot a negyedik helyen zárta.
Részt vett az első Indianapolis 500-as versenyén, ahol a 28. helyről indulva a 19. helyen végzett. A Team Green csapatot az év végén felvásárolta az Andretti család és Andretti Green Racing néven 2003-ban már az IndyCarban folytatták a versenyzést.

### IndyCar Series-ben

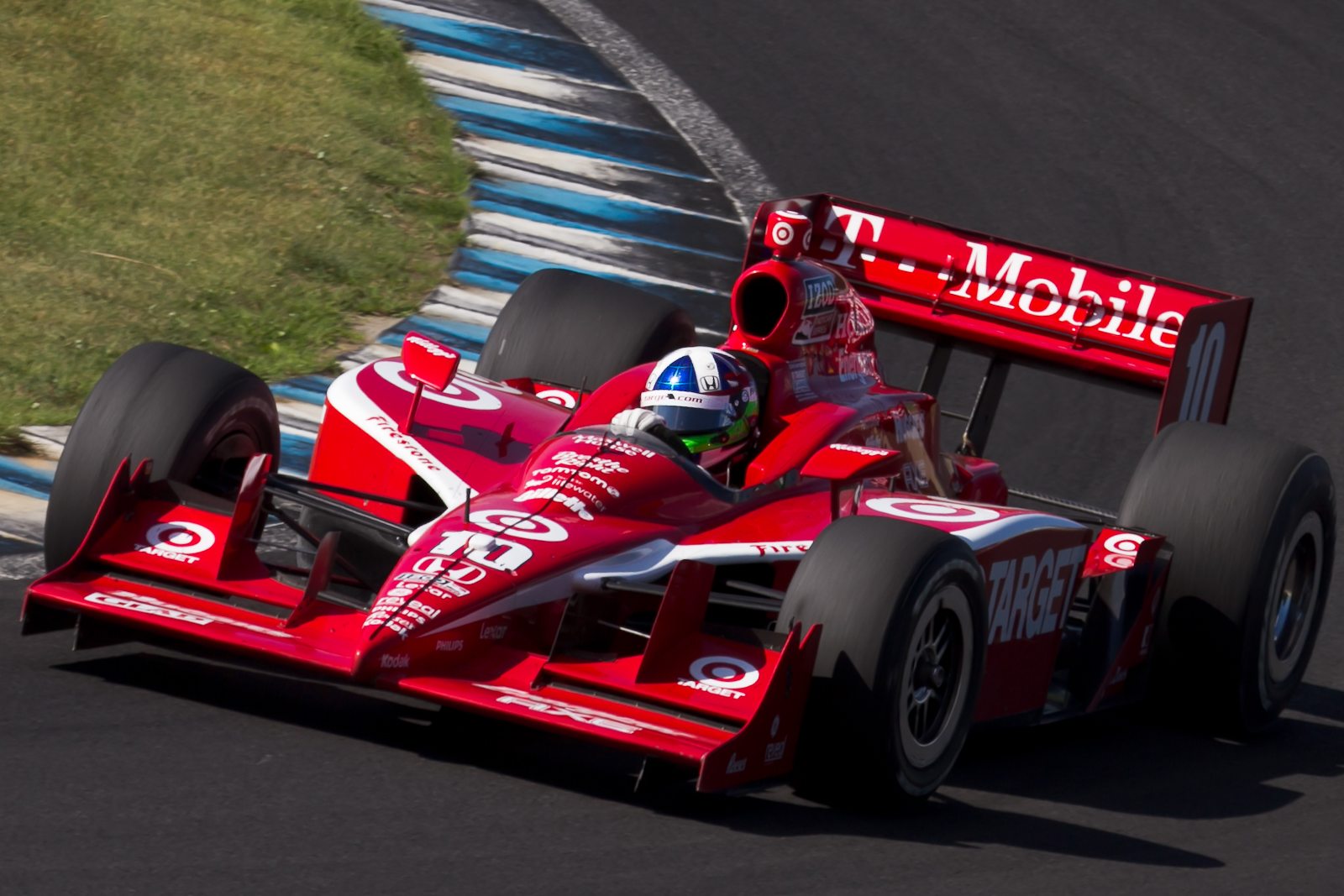
A 2011-es Indy Japan 300-on

### 2003
2003 volt az első IRL szezonja régi-új csapatával, ám nem tartott túl sokáig. Mindössze három versenyen vett részt, mivel áprilisban otthon Skóciában egy súlyos motorbalesetet szenvedett. Japán-ban Dan Wheldon, Indianapolis-ban Robby Gordon és Texas-ban Bryan Herta helyettesítette. Pikes Peak-ben újra Franchitti versenyzett és negyedik lett, ám újabb műtét következett, ezért úgy döntött, hogy kihagyja az év hátralévő részét és Herta helyettesítette a szezon további részében.

### 2004
Első teljes IRL szezonját így 2004-ben tudta végigversenyezni, a bajnokságban a hatodik helyen végzett. A Július 25-én sorra kerülő Milwaukee futamon megszerezte első IRL győzelmét, és nyert még az Augusztus 22-én megrendezett Pikes Peak-i futamon. Első pole pozícióját az első Texas-i versenyhétvégén szerezte meg.

### 2005
Franchitti 2005-ben is maradt az Andretti Green Racing versenyzője és két győzelmet tudott szerezni Nashville-ben és California-ban, nyolc top5-ös és 13 top10-es helyezést autózott össze, így a bajnokságban végül a nyolcadik lett. A szezonzárón Fontanában pole-ból indulhatott és megnyerte a futamot.

### 2006
2006-ban gyenge évet zárt az AGR csapat, Franchitti is csak nyolcadik lett. Legjobb eredménye az Infineon Raceway-en elért második helye. Összesen még hat top10-es helyezést sikerült összehoznia. A szezon utolsó versenyét kihagyta, mivel Angliában egy vintage versenyen bukott és agyrázkódást szenvedett. St. Petersburgban indulhatott egyetlen alkalommal a pole-ból ebben az évben. 2003 után először fordult elő, hogy a szezont győzelem nélkül zárta.

### 2007
2007. január 3-án jelentették be, hogy a tizedik szezonját is az Andretti Green Racing-nél fogja végigversenyezni. Évközben rajthoz állt még az Amerikai Le Mans Szériában is ugyanezzel a csapattal, a csapattársai az öccse Marino Franchitti és Bryan Herta. 2007. május 27-én rendezett Indy 500-on a sok balesettel tarkított versenyen kétszer is leszakadt az ég. Először a verseny felén szakadt le és leállították a versenyt de később újraindították a 113. körben. A 163. körben Dan Wheldon és Marco Andretti balesete miatt teljes pályás sárgazászlót lengettek be és három körrel később leállították a futamot mert újból elkezdett esni így Franchitti ölébe hullott a győzelem. Az Indy 500 megnyerésével 1,6 millió dollárt keresett ami megegyezik az 1982-es versenyzők együttes fizetésével.
A 2007-es szezon folyamán két futamon is szaltózott az autójával egyet-egyet. Először Michigan-ben akkor Dan Wheldon-al küzdött az első helyért amikor a 143. körben összeért az autójuk és Franchitti a levegőbe repült és a szaltót követően Scott Dixon-ra esett az autója. Dixon elvesztette az irányítást az autója felett és összesen hét versenyző esett ki ebben a balesetben, köztük Dixon, Wheldon és Franchitti. A következő szaltóját rögtön a következő futamon Kentucky-ban vetette az autójával amikor nem vette észre, hogy már vége a versenynek és Kosuke Matsuura-ba szaladt bele majd szaltózott egyet. Franchitti az IndyCar széria bajnokságát is megnyerte 13 ponttal megverve Scott Dixon-t. Az évzáró verseny utolsó körének utolsó kanyarjában kifogyott Dixon ethanol-ja és lelassult ezért vesztette el a bajnoki címért folyó harcot.

### 2008
A sikertelen NASCAR-os kitérőt követően csak a bajnokságba nem számító Ausztrál futamon állt rajthoz a Chip Ganassi Racing #10-es autójával Dan Wheldon helyén aki a Panther Racing-hez szerződött. A negyedik helyre kvalifikálta magát a huszonnégy versenyzőből de a verseny már nem sikerült ilyen jóra, egy megpördülést követően csak a tizenhatodik helyen zárt egy kör hátránnyal de vezetett két kört a versenyben és övé lett a versenyben futott leggyorsabb kör.

### 2009
2009-ben már teljes szezonra visszatért az IndyCar szériába a Chip Ganassi Racing pilótájaként és egész jól sikerült mert öt győzelemmel és két második meg két harmadik hellyel ismét megnyerte a bajnokságot 11 ponttal a csapattársa Scott Dixon előtt.

### 2010
Franchitti az első öt verseny során 1 pole pozíciót szerzett, 3 versenyt az első ötben, 4-et az első tízben zárt. A 94. indianapolisi 500-on a harmadik helyről indulva nyerte meg a versenyt, úgy, hogy 150 kört vezetett a versenyből, ezzel második Indy 500-as győzelmét szerezve, mely az első olyan győzelem amelyen a teljes versenytávot lefutották. Ez volt a 24. győzelme amelyet az amerikai nyíltkerekes versenyzésben ért el és a 18. többszörös Indianapolis 500 nyertese lett. Októberben elindult a V8 Supercars Surfers Paradise-i versenyén a Jim Beam Racing autójában Steve Johnson mellett. Az évzáró Homestead-Miami versenyen megszerezte a pole pozíciót és a nyolcadik helye Power kiesése révén elég volt a bajnoki címhez.

### 2011
A 2011-es szezont győzelemmel kezdte Franchitti, ezt követően a Texas-i első versenyt tudta megnyerni; melyen az amerikai nyíltkerekes versenyzésben 28. győzelmét szerezte meg. Pole pozíciót szerzett Milwaukee-ban majd győzött és ezzel a valaha volt 9. legsikeresebb amerikai nyíltkerekes versenyző lett Franchitti. A Las Vegas-i évadzáró versenyen Dan Wheldon is részese volt a tizenöt autót érintő tömegbalesetnek melyben Wheldon később életét vesztette, a versenyt leállították később törölték de a versenyzők kimentek a pályára és megtettek öt lassú kört, hogy Wheldon előtt tiszteleghessenek, az öt kőrt hármas sorokban tették meg Wheldon indianapolisi 500-as győzelmei előtt tisztelegve, a csapattagok több száz méteres sorfalat állva tisztelegtek Wheldon előtt.

### 2012
2012-ben egy teljesen új autót vezetett be a sorozat. Dario ebben szezonban nem tud jól teljesíteni a versenyeken. A szezon végén csak a 7. helyen zár. Az Indianapolis 500 az egyetlen a szezon során ahol győzni tud, immár harmadszor hódítva el a trófeát. Az öt Top5 helyezése mellett ugyancsak öt pole-t szerez, Long Beach, Milwaukee, Iowa, Toronto és Edmonton.

### 2013
A 2013-as szezon jobban sikerül számára, hiszen több pontot gyűjt, bár az év végén ez is csak a 10. helyre elég. Versenyt nyerni nem tud, de háromszor indulhat pole-ból (Long Beach, Toronto 1. és Sears Point). Összesen 7 alkalommal ér célba a Top5-ben.

### A pályafutása végét jelentó baleset
Az IndyCar sorozat houstoni versenyének utolsó körében a japán Takuma Sato és a brit Dario Franchitti kereke összeért, utóbbi autója „piruettezve” az acél védőkerítésbe repült. Franchittit hordágyon szállították el.
Franchitti autójának levált darabjai a közönségbe vágódtak, tizenegy szurkolót kellett ellátni a pálya szélén, ketten kórházi ellátást kaptak. Sato és a balesetbe szintén belekeveredő EJ Viso megúszta sérülés nélkül.
A baleset következtében bordasérülést és bokatörést szenvedett valamint súlyos agyrázkódással kezelték Franchittit, néhány nappal később orvosi tanácsra bejelentette, hogy 40 évesen befejezi autóversenyzői karrierjét.

### NASCAR-ban

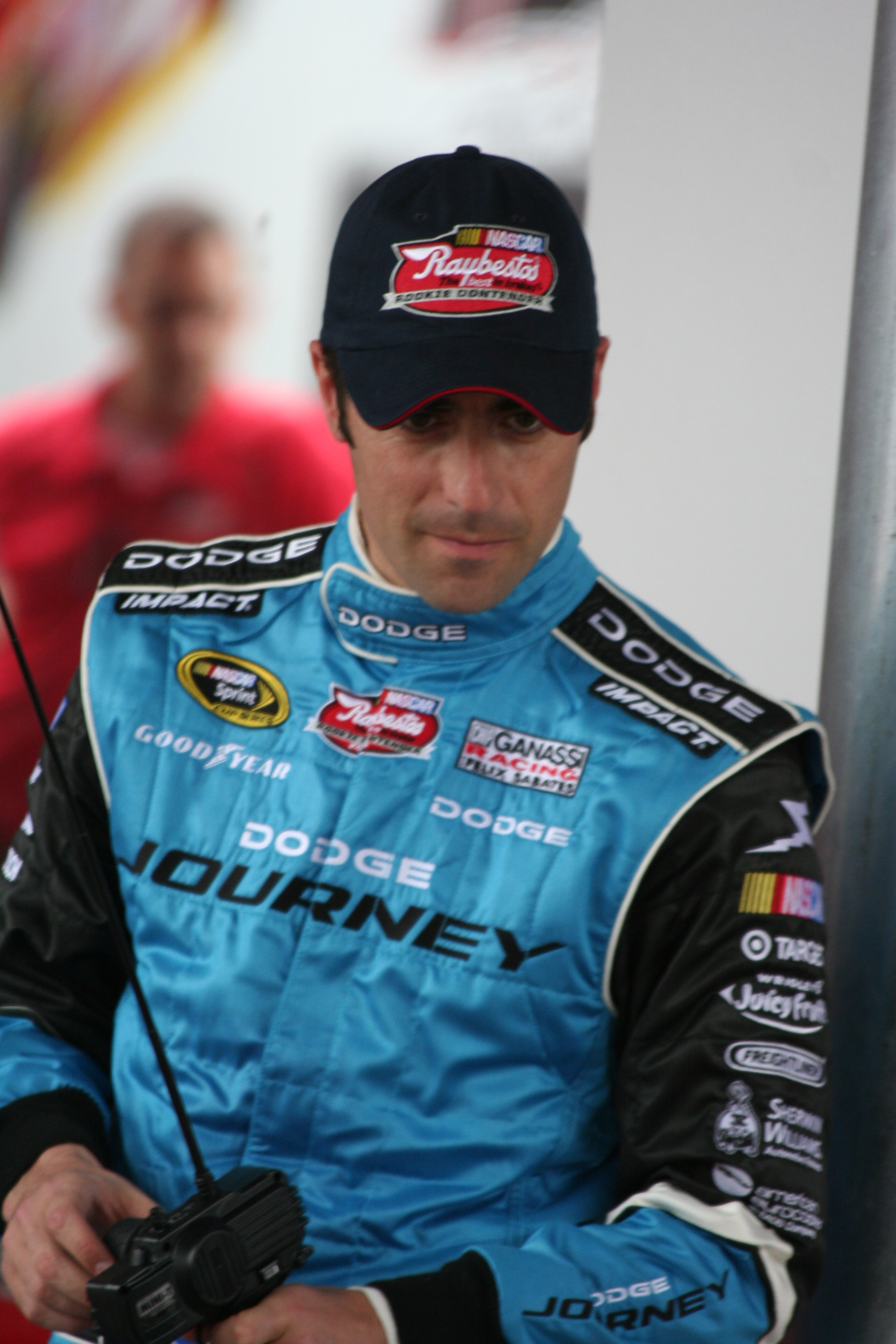
Franchitti Daytona-ban, 2008-ban.

2007. október 3-án jelentették be, hogy Franchitti a NASCAR-ban fog versenyezni a Chip Ganassi Racing #40-es számú Dodge-ban David Stremme helyén. Első Stock Car-os versenyét az ARCA RE/MAX Series futotta az Október 5-én megrendezett Talladega-i futamon, a 6. helyre kvalifikálta magát és a 17. helyen végzett a #42-es Chip Ganassi Racing autóval.
Franchitti első NASCAR versenyét 2007. október 20-án futotta a Craftsman Truck Series Martinsville-i futamán. A #41-es számú Dodge Ram Track-et vezette a Cunningham Motorsports-nál. A versenyen a 33. helyen rangsorolták mert az autó hátuljával problémák voltak.
2008. április 26-án a Nationwide Széria Talladega-i futamán a Larry Gunselmannal elszenvedett baleset következtében eltört a bal bokája.
2008. július 1-jén a Sprint Cup #40-es csapatát felszámolta Chip Ganassi szponzorhiány miatt. Franchitti ekkor 41. volt a pontállás alapján. A csapatból emiatt 71 alkalmazottat el is küldtek.
2008. augusztus 9-én a NASCAR Nationwide Széria Watkins Glen-i hétvégéjén megszerezte első pole pozícióját a NASCAR-ban.

### Sportautós pályafutása
A 2007-es Sebringi 12 órás versenyt megnyerte az LMP2-es osztályban, az összetettben 2. helyen végzett az Andretti Green Racing csapatában Bryan Hertával és Tony Kanaannal. A Long Beach-i futamon is elindult de akkor már csak Bryan Herta-val és a 6. helyen végeztek az összetettben. Az LMP2-es osztályban 32. helyen végzett 18 pontot szerezve.
A Chip Ganassi Racing pilótájaként megnyerte a 2008-as Daytona-i 24 órás versenyt Juan Pablo Montoya, Scott Pruett és Memo Rojas csapattársaként.
A 2008-as Petit Le Mans versenyen is rajthoz állt a Highcroft Racing pilótájaként Scott Sharp és David Brabham csapattáraként. A versenyt a 16. körben feladták.
A 2009-es Daytona-i 24 órás versenyen is rajthoz állt, ezúttal csak ötödik lett Scott Dixon és Alex Lloyd csapattársaként.
A 2009-es Sebringi 12 órás versenyen is rajthoz állt a Highcroft Racing pilótájaként Scott Sharp és David Brabham csapattársaként. A versenyen 15. helyen végeztek és a legjobbak lettek a kiesők közül.
A Highcroft Racing-nél pilótájaként Scott Sharp és David Brabham csapattársaként visszatért a 2009-es Petit Le Mans-ra ahol 6. helyen végeztek az összetettben.

### Magánélete
Első felesége Ashley Judd amerikai színésznő, 2001-ben házasodtak össze a skóciai Dornoch közelében a Skibo várban. A Tennessee állambeli Franklinben éltek, nem volt gyerekük, 2014-ben váltak el.
Unokatestvére Paul di Resta is autóversenyző. A DTM-ben versenyzik.

## Autóversenyzői pályafutásának eredményei

### Német Túraautó bajnokság
| Év   | Csapat     | 1        | 2        | 3      | 4      | 5        | 6       | 7        | Helyezés | Pont |
| ---- | ---------- | -------- | -------- | ------ | ------ | -------- | ------- | -------- | -------- | ---- |
| 1995 | AMG Racing | HOC1 3   | AVU1 Ret | NOR1 6 | DIE1 2 | NUR1 Ret | ALE1 2  | HOC1 Ret | 5.       | 74   |
| 1995 | AMG Racing | HOC2 DNS | AVU2 22  | NOR2 2 | DIE2 4 | NUR2 Ret | ALE2 10 | HOC2 DNS | 5.       | 74   |

### Nemzetközi Túraautó bajnokság
| Év   | Csapat     | 1      | 2        | 3       | 4        | 5        | 6      | 7       | 8      | 9      | 10     | 11       | 12      | 13       | Helyezés | Pont |
| ---- | ---------- | ------ | -------- | ------- | -------- | -------- | ------ | ------- | ------ | ------ | ------ | -------- | ------- | -------- | -------- | ---- |
| 1995 | AMG Racing | MUG1 4 | HEL1 12  | DON1 2  | EST1 5   | MAG1 Ret |        |         |        |        |        |          |         |          | 3.       | 80   |
| 1995 | AMG Racing | MUG2 1 | HEL2 DNS | DON2 2  | EST2 3   | MAG2 DNS |        |         |        |        |        |          |         |          | 3.       | 80   |
| 1996 | AMG Racing | HOC1 3 | NUR1 2   | EST1 9  | HEL1 17  | NOR1 5   | DIE1 2 | SIL1 21 | NUR1 3 | MAG1 6 | MUG1 4 | HOC1 Ret | SAO1 13 | SUK1 1   | 4.       | 171  |
| 1996 | AMG Racing | HOC2 4 | NUR2 8   | EST2 10 | HEL2 Ret | NOR2 Ret | DIE2 2 | SIL2 14 | NUR2 3 | MAG2 4 | MUG2 2 | HOC2 7   | SAO2 10 | SUK2 Ret | 4.       | 171  |

### Amerikai nyíltkerekes versenyzés

#### Champ Car
| Év   | Csapat     | 1      | 2      | 3      | 4      | 5      | 6      | 7      | 8      | 9      | 10     | 11     | 12     | 13     | 14     | 15     | 16     | 17      | 18     | 19     | 20     | 21     | Helyezés | Pont |
| ---- | ---------- | ------ | ------ | ------ | ------ | ------ | ------ | ------ | ------ | ------ | ------ | ------ | ------ | ------ | ------ | ------ | ------ | ------- | ------ | ------ | ------ | ------ | -------- | ---- |
| 1997 | Hogan      | MIA 25 | SRF 9  | LBH 12 | NZR 13 | RIO 27 | STL 17 | MIL 16 | DET 13 | POR 26 | CLE 11 | TOR 26 | MIS 19 | MDO 11 | ROA 25 | VAN 13 | LS 13  | FON DNP |        |        |        |        | 20.      | 10   |
| 1998 | Team Green | MIA 9  | MOT 8  | LBH 2  | NZR 21 | RIO 19 | STL 27 | MIL 4  | DET 4  | POR 21 | CLE 3  | TOR 20 | MIS 21 | MDO 26 | ROA 1  | VAN 1  | LS 4   | HOU 1   | SRF 2  | FON 22 |        |        | 3.       | 160  |
| 1999 | Team Green | MIA 3  | MOT 22 | LBH 2  | NZR 8  | RIO 2  | STL 3  | MIL 7  | POR 3  | CLE 25 | ROA 18 | TOR 1  | MIS 5  | DET 1  | MDO 3  | CHI 2  | VAN 10 | LS 25   | HOU 2  | SRF 1  | FON 10 |        | 2.*      | 212* |
| 2000 | Team Green | MIA 11 | LBH 23 | RIO 11 | MOT 2  | NZR 23 | MIL 6  | DET 4  | POR 9  | CLE 13 | TOR 25 | MIS 3  | CHI 20 | MDO 22 | ROA 12 | VAN 2  | LS 3   | STL 24  | HOU 25 | SRF 25 | FON 23 |        | 13.      | 92   |
| 2001 | Team Green | MTY 9  | LBH 6  | TXS NH | NZR 8  | MOT 17 | MIL 9  | DET 2  | POR 6  | CLE 1  | TOR 24 | MIS 2  | CHI 15 | MDO 16 | ROA 19 | VAN 9  | LSZ 25 | ROC 9   | HOU 2  | LS 19  | SRF 23 | FON 23 | 7.       | 105  |
| 2002 | Team Green | MTY 2  | LBH 9  | MOT 3  | MIL 12 | LS 19  | POR 3  | CHI 3  | TOR 13 | CLE 14 | VAN 1  | MDO 17 | ROA 12 | MTL 1  | DEN 18 | ROC 1  | MIA 10 | SRF 7   | FON 10 | MXC 5  |        |        | 4.       | 148  |

* Franchitti és Juan Pablo Montoya ugyanannyi ponttal rendelkeztek, de Montoya nyerte a bajnokságot mert neki 7 míg Franchitti-nek 3 győzelme volt.

#### IndyCar
| Év   | Csapat              | 1      | 2      | 3      | 4       | 5       | 6      | 7       | 8      | 9      | 10     | 11     | 12     | 13     | 14     | 15     | 16     | 17    | 18    | 19      | Helyezés | Pont |
| ---- | ------------------- | ------ | ------ | ------ | ------- | ------- | ------ | ------- | ------ | ------ | ------ | ------ | ------ | ------ | ------ | ------ | ------ | ----- | ----- | ------- | -------- | ---- |
| 2002 | Team Green          | HMS    | PHX    | FON    | NZR     | INDY 19 | TXS    | PPIR    | RIR    | KAN    | NSH    | MIS    | KTY    | STL    | CHI    | TX2    |        |       |       |         | 44.      | 11   |
| 2003 | Andretti Green      | HMS 7  | PHX 16 | MOT    | INDY    | TXS     | PPIR 4 | RIR     | KAN    | NSH    | MIS    | STL    | KTY    | NZR    | CHI    | FON    | TX2    |       |       |         | 25.      | 72   |
| 2004 | Andretti Green      | HMS 17 | PHX 17 | MOT 7  | INDY 14 | TXS 2   | RIR 12 | KAN 4   | NSH 20 | MIL 1  | MIS 22 | KTY 6  | PPIR 1 | NZR 3  | CHI 20 | FON 6  | TX2 15 |       |       |         | 6.       | 409  |
| 2005 | Andretti Green      | HMS 22 | PHX 4  | STP 3  | MOT 17  | INDY 6  | TXS 8  | RIR 2   | KAN 4  | NSH 1  | MIL 2  | MIS 8  | KTY 18 | PPIR 7 | SNM 8  | CHI 12 | WGL 3  | FON 1 |       |         | 4.       | 498  |
| 2006 | Andretti Green      | HMS 4  | STP 19 | MOT 11 | INDY 7  | WGL 14  | TXS 13 | RIR 3   | KAN 12 | NSH 6  | MIL 6  | MIS 12 | KTY 9  | SNM 2  | CHI    |        |        |       |       |         | 8.       | 311  |
| 2007 | Andretti Green      | HMS 7  | STP 5  | MOT 3  | KAN 2   | INDY 1  | MIL 2  | TXS 4   | IOW 1  | RIR 1  | WGL 3  | NSH 2  | MDO 2  | MIS 13 | KTY 8  | SNM 3  | DET 6  | CHI 1 |       |         | 1.       | 637  |
| 2008 | Ganassi             | HMS    | STP    | MOT1   | LBH     | KAN     | INDY   | MIL     | TXS    | IOW    | RIR    | WGL    | NSH    | MDO    | EDM    | KTY    | SNM    | DET   | CHI   | SRF² 16 | -        | 0    |
| 2009 | Ganassi             | STP 4  | LBH 1  | KAN 18 | INDY 7  | MIL 3   | TXS 5  | IOW 1   | RIR 2  | WGL 15 | TOR 1  | EDM 5  | KTY 6  | MDO 3  | SNM 1  | CHI 4  | MOT 2  | HOM 1 |       |         | 1.       | 616  |
| 2010 | Ganassi             | SAO* 7 | STP 5  | ALA 3  | LBH 12  | KAN 2   | INDY 1 | TXS 5   | IOW 18 | WGL 3  | TOR 2  | EDM 3  | MDO 1  | SNM 3  | CHI 1  | KTY 5  | MOT 2  | HMS 8 |       |         | 1.       | 602  |
| 2011 | Chip Ganassi Racing | STP 1  | ALA 3  | LBH 3  | SAO 4   | INDY 12 | TXS11  | TXS21 7 | MIL 1  | IOW 5  | TOR 1  | EDM 3  | MDO 2  | NHA 20 | SNM 4  | BAL 4  | MOT 8  | KTY 2 | LSV C |         | 1.       | 573  |

1 A Long Beach-i és a Japán versenyt ugyanazon a napon rendezték a Champ Car és az IRL pilótáknak és mindkét verseny bele számít a bajnokságba.
² A verseny nem számít bele a bajnokságba

### Indianapolis 500
| Év   | Karosszéria | Motor     | Rajthely | Eredmény | Csapat                |
| ---- | ----------- | --------- | -------- | -------- | --------------------- |
| 2002 | Dallara     | Chevrolet | 28.      | 19.      | Team Green            |
| 2004 | Dallara     | Honda     | 3.       | 14.      | Andretti Green Racing |
| 2005 | Dallara     | Honda     | 6.       | 6.       | Andretti Green Racing |
| 2006 | Dallara     | Honda     | 17.      | 7.       | Andretti Green Racing |
| 2007 | Dallara     | Honda     | 3.       | 1.       | Andretti Green Racing |
| 2009 | Dallara     | Honda     | 3.       | 7.       | Ganassi               |
| 2010 | Dallara     | Honda     | 3.       | 1.       | Ganassi               |
| 2011 | Dallara     | Honda     | 17.      | 12.      | Ganassi               |

### Sportautó versenyek

#### American Le Mans Series eredmények
(Eredmény: Összetett/Saját géposztály)
| Év   | Csapat                | #  | Gyártó | Géposztály | 1         | 2   | 3         | 4   | 5   | 6   | 7   | 8   | 9         | 10      | 11  | 12  | Pont |
| ---- | --------------------- | -- | ------ | ---------- | --------- | --- | --------- | --- | --- | --- | --- | --- | --------- | ------- | --- | --- | ---- |
| 2007 | Andretti Green Racing | 26 | Acura  | LMP2       | SEB 2 / 1 | STP | LBH 6 / 6 | LS  | UTH | NEG | MOH | RA  | MOS       | DSC     | PLM | MSC | 32   |
| 2008 | Highcroft Racing      | 9  | Acura  | LMP2       | SEB       | STP | LBH       | UTH | NEG | MOH | RA  | MOS | DSC       | PLM Ret | MSC |     | 0    |
| 2009 | Highcroft Racing      | 9  | Acura  | LMP1       | SEB Ret   | STP | LBH       | UTH | NEG | MOH | RA  | MOS | PLM 6 / 6 | MSC     |     |     | 34   |

| 2007        | 2 | 0 / 1 | 1 / 1 | 2 / 2 | 2 / 2 | 0 | 18 | 32 |  |  |
| 2008        | 1 | 0 / 0 | 0 / 0 | 0 / 0 | 0 / 0 | 1 | -  | 0  |  |  |
| 2009        | 2 | 0 / 0 | 0 / 1 | 0 / 1 | 0 / 0 | 1 | 21 | 34 |  |  |
|             |   |       |       |       |       |   |    |    |  |  |
| Összesített | 5 | 0 / 1 | 1 / 2 | 2 / 3 | 2 / 2 | 2 |    | 66 |  |  |

#### Grand-Am eredmények
(Eredmény: Összetett/Saját géposztály)
| Év   | Csapat         | #  | Gyártó | Géposztály | 1         | 2   | 3   | 4   | 5   | 6   | 7    | 8   | 9    | 10  | 11   | 12   | 13  | 14 | 15  | Pont |
| ---- | -------------- | -- | ------ | ---------- | --------- | --- | --- | --- | --- | --- | ---- | --- | ---- | --- | ---- | ---- | --- | -- | --- | ---- |
| 2008 | Ganassi Racing | 01 | Riley  | DP         | DAY 1 / 1 | HOM | MEX | VIR | LAG | LRP | WAT  | MDO | DAY2 | BAR | CGV  | WAT2 | INF | NJ | MIL | 35   |
| 2009 | Ganassi Racing | 02 | Riley  | DP         | DAY 5 / 5 | VIR | NJ  | LAG | WAT | MDO | DAY2 | BAR | WAT2 | CGV | MIL  | HOM  |     |    |     | 26   |
| 2010 | Ganassi Racing | 02 | Riley  | DP         | DAY 37/15 | HOM | BAR | VIR | LRP | LAG | WAT1 | MDO | DAY2 | NJ  | WAT2 | CGV  | MIL |    |     | 16   |
| 2011 | Ganassi Racing | 02 | Riley  | DP         | DAY 2/2   | HOM | BAR | VIR | LRP | LAG | WAT1 | MDO | DAY2 | NJ  | WAT2 | CGV  | MIL |    |     | 32*  |

### Stock Car versenyek

#### NASCAR Sprint Cup Series eredmények
| Év   | Csapat              | #  | Gyártó | 1      | 2      | 3      | 4      | 5      | 6      | 7       | 8      | 9       | 10      | 11      | 12      | 13      | 14     | 15     | 16      | 17     | 18  | 19  | 20  | 21  | 22  | 23  | 24  | 25  | 26  | 27  | 28  | 29  | 30  | 31  | 32  | 33  | 34  | 35  | 36  | Helyezés | Pont |
| ---- | ------------------- | -- | ------ | ------ | ------ | ------ | ------ | ------ | ------ | ------- | ------ | ------- | ------- | ------- | ------- | ------- | ------ | ------ | ------- | ------ | --- | --- | --- | --- | --- | --- | --- | --- | --- | --- | --- | --- | --- | --- | --- | --- | --- | --- | --- | -------- | ---- |
| 2008 | Chip Ganassi Racing | 40 | Dodge  | DAY 33 | CAL 32 | LSV 33 | ATL 33 | BRI 36 | MAR 22 | TEX DNQ | PHO 32 | TAL INJ | RIC INJ | DAR INJ | LOW INJ | DOV INJ | POC 41 | MIC 43 | INF DNQ | NHA 38 | DY2 | CHI | PO2 | IND | GLN | MI2 | BR2 | CA2 | RI2 | NH2 | DV2 | KAN | TL2 | LW2 | MR2 | AT2 | TX2 | PH2 | HOM | 49.      | 606  |

| 2008   | 10 | 0 | 0 | 0 | 0 | 2 | $1,008,351 | 49 |  |  |
|        |    |   |   |   |   |   |            |    |  |  |
| Totals | 10 | 0 | 0 | 0 | 0 | 2 | $1,008,351 | 49 |  |  |

#### NASCAR Nationwide Series eredmények
| Év   | Csapat              | #  | Gyártó | 1      | 2      | 3     | 4      | 5      | 6   | 7      | 8      | 9   | 10     | 11  | 12  | 13  | 14     | 15  | 16  | 17  | 18     | 19  | 20     | 21  | 22  | 23  | 24    | 25     | 26     | 27  | 28  | 29  | 30  | 31  | 32     | 33     | 34     | 35     | Helyezés | Pont |
| ---- | ------------------- | -- | ------ | ------ | ------ | ----- | ------ | ------ | --- | ------ | ------ | --- | ------ | --- | --- | --- | ------ | --- | --- | --- | ------ | --- | ------ | --- | --- | --- | ----- | ------ | ------ | --- | --- | --- | --- | --- | ------ | ------ | ------ | ------ | -------- | ---- |
| 2007 | Chip Ganassi Racing | 42 | Dodge  | DAY    | CAL    | MEX   | LSV    | ATL    | BRI | NSH    | TEX    | PHO | TAL    | RIC | DAR | LOW | DOV    | NS2 | KTY | MIL | NHA    | DY2 | CHI    | GAT | IRP | MTL | WGL   | MI2    | BRI    | CA2 | RI2 | DV2 | KAN | LW2 | MMP 32 | TX2 25 | PH2 29 | HOM 39 | 95.      | 277  |
| 2008 | Chip Ganassi Racing | 40 | Dodge  | DAY 20 | CAL 24 | LSV 6 | ATL 28 | BRI 22 | NSH | TEX 11 | PHO 11 | MEX | TAL 41 | RIC | DAR | LOW | DOV 15 | NS2 | KTY | MIL | NHA 13 | DY2 | CHI 26 | GAT | IRP | MTL | WGL 5 | MI2 13 | BRI 11 | CA2 | RI2 | DV2 | KAN | LW2 | MMP    | TX2    | PH2    | HOM    | 35.      | 1571 |

| 2007   | 4  | 0 | 0 | 0 | 0 | 2 | $103,030 | 95 |  |  |
| 2008   | 14 | 0 | 1 | 2 | 1 | 1 | $429,342 | 35 |  |  |
|        |    |   |   |   |   |   |          |    |  |  |
| Totals | 18 | 0 | 1 | 2 | 1 | 3 | $532,372 |    |  |  |

#### NASCAR Truck Series eredmények
| Év   | Csapat     | #  | Gyártó | 1   | 2   | 3   | 4   | 5   | 6   | 7   | 8   | 9   | 10  | 11  | 12  | 13  | 14  | 15  | 16  | 17  | 18 | 19  | 20  | 21      | 22  | 23   | 24  | 25  | Helyezés | Pont |
| ---- | ---------- | -- | ------ | --- | --- | --- | --- | --- | --- | --- | --- | --- | --- | --- | --- | --- | --- | --- | --- | --- | -- | --- | --- | ------- | --- | ---- | --- | --- | -------- | ---- |
| 2007 | Cunningham | 41 | Dodge  | DAY | CAL | ATL | MAR | KAN | LOW | MAN | DOV | TEX | MIC | MIL | MEM | KEN | IRP | NAS | BRI | GAT | NH | LAS | TAL | MAR2 33 | ATL | TEX2 | PHO | HOM | 104.     | 64   |

#### ARCA eredmények
| Év   | Csapat              | #  | Készítő | 1      | 2   | 3   | 4   | 5   | 6   | 7   | 8   | 9   | 10  | 11   | 12  | 13   | 14   | 15   | 16  | 17  | 18   | 19  | 20  | 21   | 22     | 23   | Helyezés | Pont |
| ---- | ------------------- | -- | ------- | ------ | --- | --- | --- | --- | --- | --- | --- | --- | --- | ---- | --- | ---- | ---- | ---- | --- | --- | ---- | --- | --- | ---- | ------ | ---- | -------- | ---- |
| 2007 | Chip Ganassi Racing | 42 | Dodge   | DAY    | LAK | NAS | SAL | KAN | WIN | KEN | TOL | IOW | POC | MIC  | BER | KEN2 | POC2 | NAS2 | ILL | MIL | GAT  | DSF | CHI | SAL2 | TAL 17 | TOL2 | 135.     | 145  |
| 2008 | Chip Ganassi Racing | 40 | Dodge   | DAY 10 | SAL | IOW | KAN | ROC | KEN | TOL | POC | MIC | CAY | KEN2 | BER | POC2 | NAS  | ILL  | DSF | CHI | SAL2 | NJ  | TAL | TOL2 |        |      | 103.     | 180  |